# ギリシャ・ゾンビ
『ギリシャ・ゾンビ』（原題：Το Κακό）は、2005年のギリシャのホラー映画。

## あらすじ
工事中に3人の作業員が洞窟を発見するが、その洞窟内で3人は何者かに襲撃され、命からがら逃げる。作業員らは、サッカースタジアム、ディスコ、アパートでゾンビに変わり、友人や家族を襲っていく。アテネの街はあっという間にゾンビだらけになってしまう。 生き残った人々は、結束し、街を逃げ惑う。

## スタッフ
- 監督：ヨルゴス・ノウシアス
- 脚本：ヨルゴス・ノウシアス
- 製作：ランプロス・トリフィリス、ペトロス・ノウシアス、クラウディオ・ボリヴァー
- 音楽：グリゴリス・グリゴロポウロス、タノス・カラバジアキス
- 撮影：ペトロス・ノウシアス、クラウディオ・ボリヴァー
- 編集：ヨルゴス・ノウシアス、リナ・モーショウ

## キャスト
- メレティス：メレティス・ゲオルギアディス
- マリナ：ペピ・モスコヴァコウ
- アルギリス：アルギリス・タナソウラス
- 中尉：アンドレアス・コントプーロス
- ジェニー：マリー・ツォニ